# 石部誠中
石部 誠中（いしべ せいちゅう、生年不詳 - 1879年（明治12年）11月27日）は、幕末の長州藩士、明治期の内政官僚。岡山県権令。幼名・六郎(禄郎／録郎）。

## 経歴
長州藩士の家に生まれた。藩では諸検使を務め、政務座に至る。戊辰戦争、脱隊騒動で功を立てた。
明治政府に出仕し、盛岡県大参事、飾磨県権参事などを歴任。明治5年（1872年）、岡山県権参事に就任。参事を経て、1875年7月19日、権令に昇進。地租改正に当り地主・豪農層の意見を取り入れて減租計画を立て大蔵省と交渉するが、国の二度の拒否により岡山県下の地租改正反対闘争が盛んとなり、石部は病気を理由に辞職願を出し、同年10月7日に依願免官となった。晩年は家居して学問を教授した。

## 逸話
慶応4年1月3日（1868年1月27日）鳥羽・伏見の戦いが始まり、大垣藩兵が旧幕府方として参戦した。同月6日、同藩家老・小原鉄心は藩兵に自重するよう説くため、再度、同藩士・菱田重禧を遣わしたが、菱田は途中で長州藩士に捕われ伏見の陣営に連行された。菱田は長州藩伍長たちと議論を行うが、激昂した長州藩士たちが一緒に捕われていた会津藩士たちと共に菱田を斬首しようとした。6名が斬首され菱田の番となり辞世の漢詩を詠じ、それを読んだ隊長・石部が勤王の志を読取り菱田を救おうと動き斬首を免れた。

## 栄典
- 1874年（明治7年）2月18日 - 従六位[7]